# Dekanat rawicki

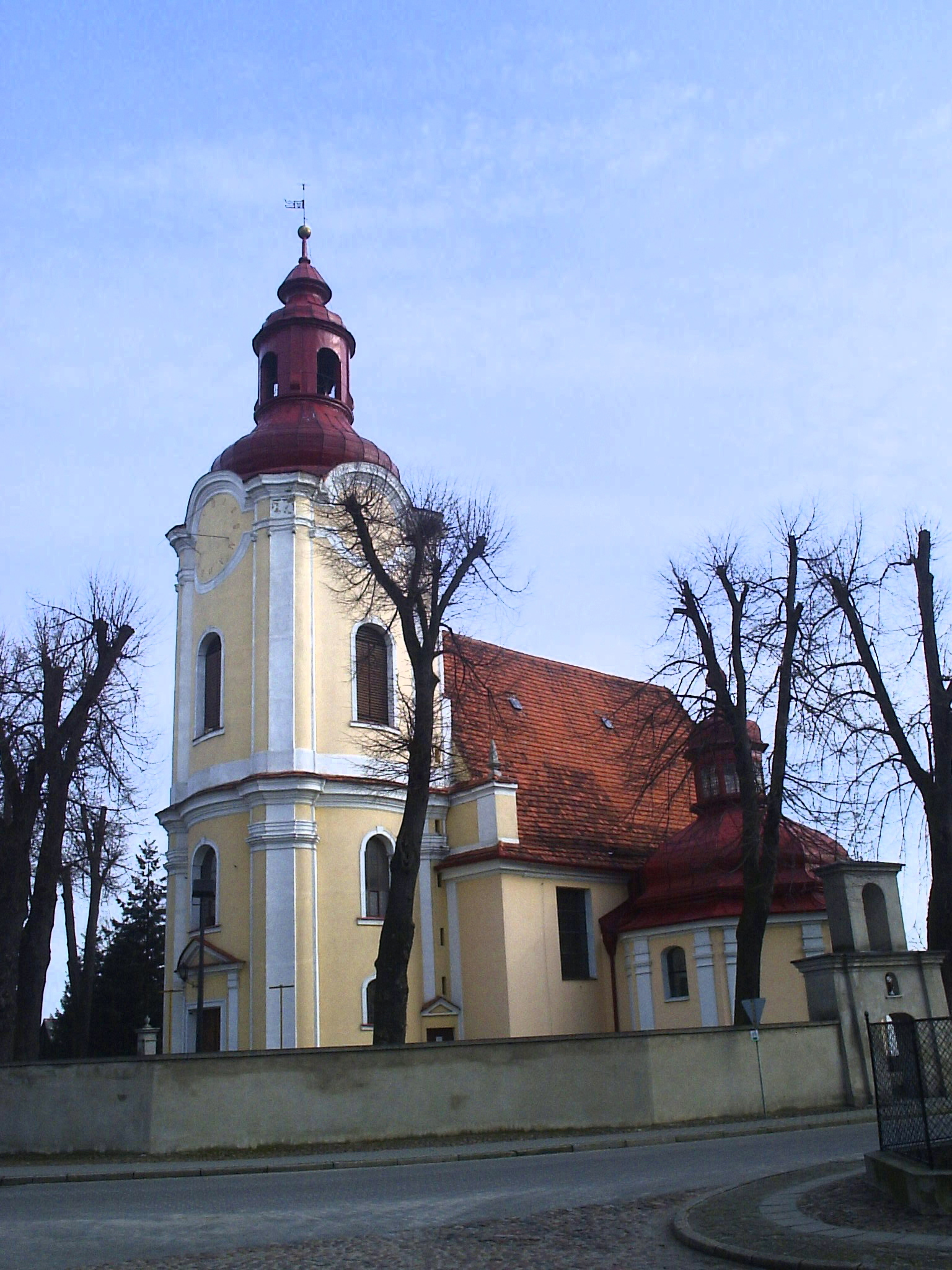
Kościół w Sarnowie

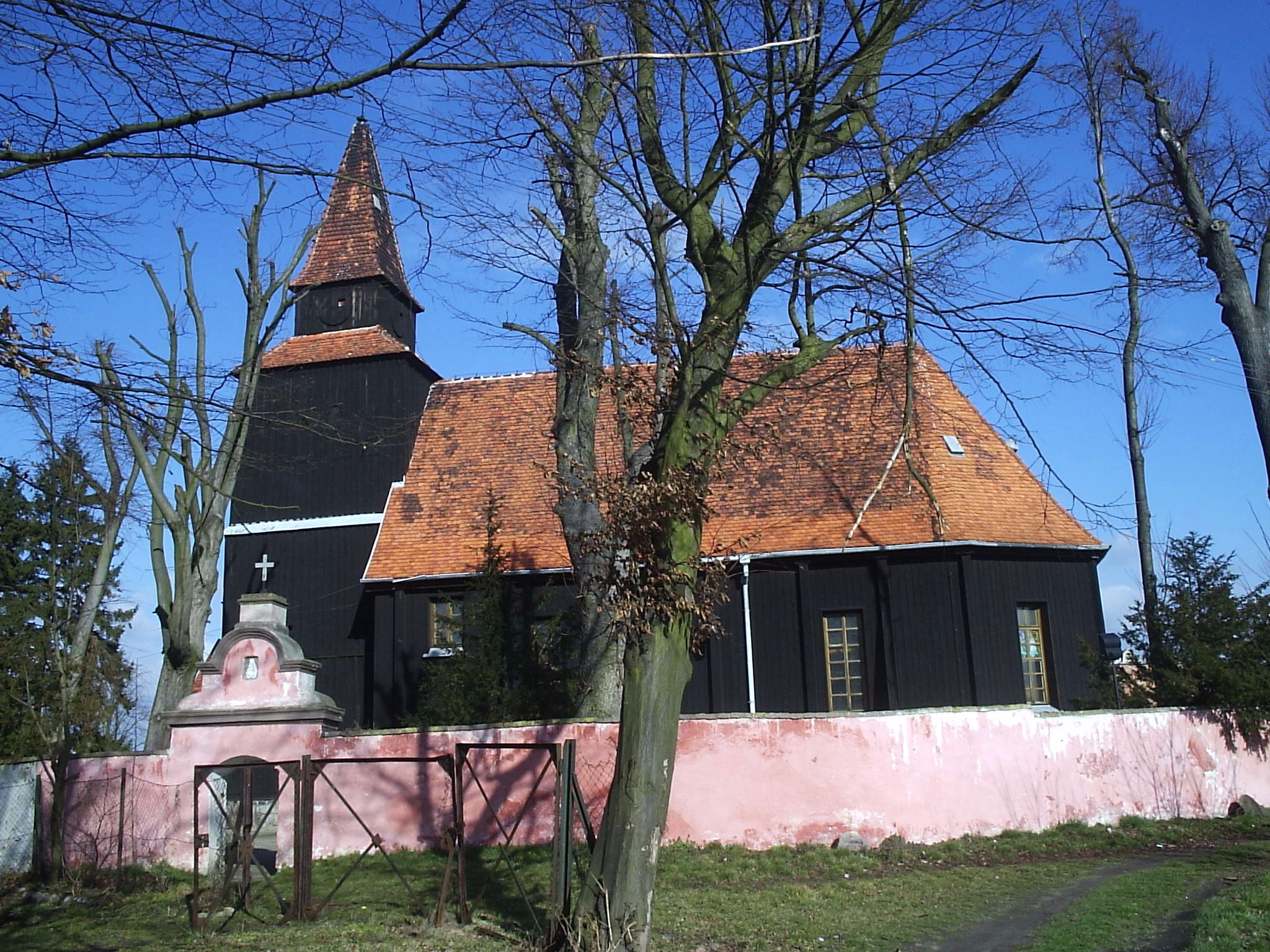
Kościół w Zakrzewie

Dekanat rawicki – jeden z 43 dekanatów archidiecezji poznańskiej.

## Parafie
- parafia Najświętszego Serca Jezusa w Bojanowie
- parafia św. Marcina w Łaszczynie
- parafia św. Mikołaja w Miejskiej Górce
- parafia Chrystusa Króla i Zwiastowania Najświętszej Maryi Panny w Rawiczu
- parafia św. Andrzeja Boboli w Rawiczu
- parafia św. Andrzeja Apostoła w Rawiczu-Sarnowej
- parafia św. Katarzyny w Słupi Kapitulnej
- parafia św. Jakuba Większego w Sobiałkowie
- parafia św. Klemensa w Zakrzewie
- parafia św. Floriana w Zielonej Wsi

### Sąsiednie dekanaty
- jutrosiński
- krobski
- rydzyński
- dekanaty archidiecezji wrocławskiej

Administracyjnie dekanat znajduje się na terenie gmin: gminy Bojanowo, gminy Miejska Górka i gminy Rawicz.